# Jez čez Rdeče morje
Jez čez Rdeče morje je špekulativni makroinženirski predlog za izgradnjo jezu, ki ga je leta 2007 predstavila skupina znanstvenikov in inženirjev. Čeprav bi po navedbah avtorjev s projektom raziskali etične in okoljske probleme ter politične posledice, je predlog naletel na kritike in posmeh.

## Predlog
Ideja predlaga zajezitev Rdečega morja na njegovem južnem koncu, kjer je ožina Bab-al-Mandab široka le 29 km. Naravno izhlapevanje bi hitro znižalo gladino zaprtega Rdečega morja. Jez bi znižal gladino Rdečega morja za približno 2,1 m na leto. Voda, ki se pretoči nazaj v morje, bi nato poganjala turbine za proizvodnjo električne energije. Jez bi lahko potencialno proizvedel 50 gigavatov hidroelektrične energije.

## Posledice
Avtorji predloga poudarjajo, da »makroinženirski projekti te velikosti povzročajo veliko uničenje obstoječih ekologij«, kar poudarjajo tudi kritiki že na podlagi trenutnih manjših idej.
Avtorji podajajo tudi prednosti projekta. Poleg zadovoljevanja naraščajočih energijskih potreb v regiji ima shema okoljske koristi: »Na pozitivni strani okoljskega vpliva so velika zmanjšanja emisij toplogrednih plinov in zmanjšana izraba nahajališč ogljikovodikov.«
Peter Bosshard, politični voditelj kalifornijske organizacije proti jezom International Rivers, je idejo označil kot smešno.